# دنيس جايجر
دنيس جايجر (بالألمانية: Dennis Geiger)‏ هو لاعب كرة قدم ألماني، ولد في 30 يونيو 1984 في رويتلينغن في ألمانيا. لعب مع نادي دويسبورغ.

## وصلات خارجية
- دنيس جايجر على موقع قاعدة بيانات كرة القدم.إي يو (الإنجليزية)
- دنيس جايجر على موقع Soccerway.com (الإنجليزية)
- دنيس جايجر على موقع عالم كرة القدم.نت (الإنجليزية)